# FFmpeg
FFmpeg은 디지털 음성 스트림과 영상 스트림에 대해서 다양한 종류의 형태로 기록하고 변환하는 컴퓨터 프로그램이다. FFmpeg은 명령어를 직접 입력하는 방식으로 동작하며 여러 가지 자유 소프트웨어와 오픈 소스 라이브러리로 구성되어 있다. 라이브러리 중에는 libavcodec도 들어있는데, 이 라이브러리는 음성/영상 코덱 라이브러리로 여러 프로젝트에서 쓰이고 있다. 또, libavformat라는 음성/영상 다중화, 역다중화 라이브러리도 있다. 이 프로젝트의 이름은 MPEG 영상 표준화 그룹에서 유래했고, "mpeg" 앞에 붙은 "FF"는 패스트 포워드(fast forward)를 의미한다.
이 프로젝트는 파브리스 벨라드(Fabrice Bellard)에 의해 시작되었고, 지금은 'Michael Niedermayer'에 의해서 지속되고 있다. 수많은 FFmpeg 개발자들이 'MPlayer' 프로젝트에 포함되어 있고, 'FFmpeg'는 MPlayer 프로젝트 서버를 호스팅하고 있다.
FFmpeg은 리눅스 기반으로 개발되었지만, 애플, 윈도우, 아미가OS 등 대부분의 운영 체제에서 컴파일이 가능하다.

## 역사
이 프로젝트는 2000년 파브리스 벨라드(Fabrice Bellard)에 의해 시작되었으며 2004년부터 2015년까지는 Michael Niedermayer가 주도하였다. 일부 FFmpeg 개발자들은 MPlayer 프로젝트 소속 개발자들이기도 하였다.
2014년 1월 10일, 두 명의 구글 직원들이 퍼즈 테스팅을 이용하여 과거 2년 간 1,000개 이상의 버그를 FFmpeg에서 수정하였다고 발표하였다.
2018년 1월, 오랜 기간 FFmpeg의 일부였던 ffserver 명령 줄 프로그램이 제거되었다. 내부 API의 이용으로 인해 높은 유지보수 노력을 언급하면서 과거에 해당 프로그램을 구식 처리한 바 있다.
이 프로젝트는 평균 3개월에 한 차례 새로운 릴리스를 출시한다. 릴리스 버전은 웹사이트에서 다운로드가 가능하지만 FFmpeg 개발자들은 사용자가 직접 소스 코드 Git 버전 관리 시스템으로부터 최신 빌드를 이용하여 소스로부터 소프트웨어를 컴파일할 것을 권고한다.